# Das Wunder der Heliane
Das Wunder der Heliane (en alemany, El miracle de Heliane, en català), op.20, és una òpera en tres actes d'Erich Wolfgang Korngold amb un llibret en alemany de Hans Müller-Einigen, basat en el misteri Die Heilige (La santa) escrit pel poeta austríac Hans Kaltneker. Va ser representada per primera vegada a la Staatsoper d'Hamburg el 7 d'octubre de 1927. L'editorial de música Schott va publicar una suite per a violí i piano basada en la música de l'ària Ich ging zu ihm.

## Personatges

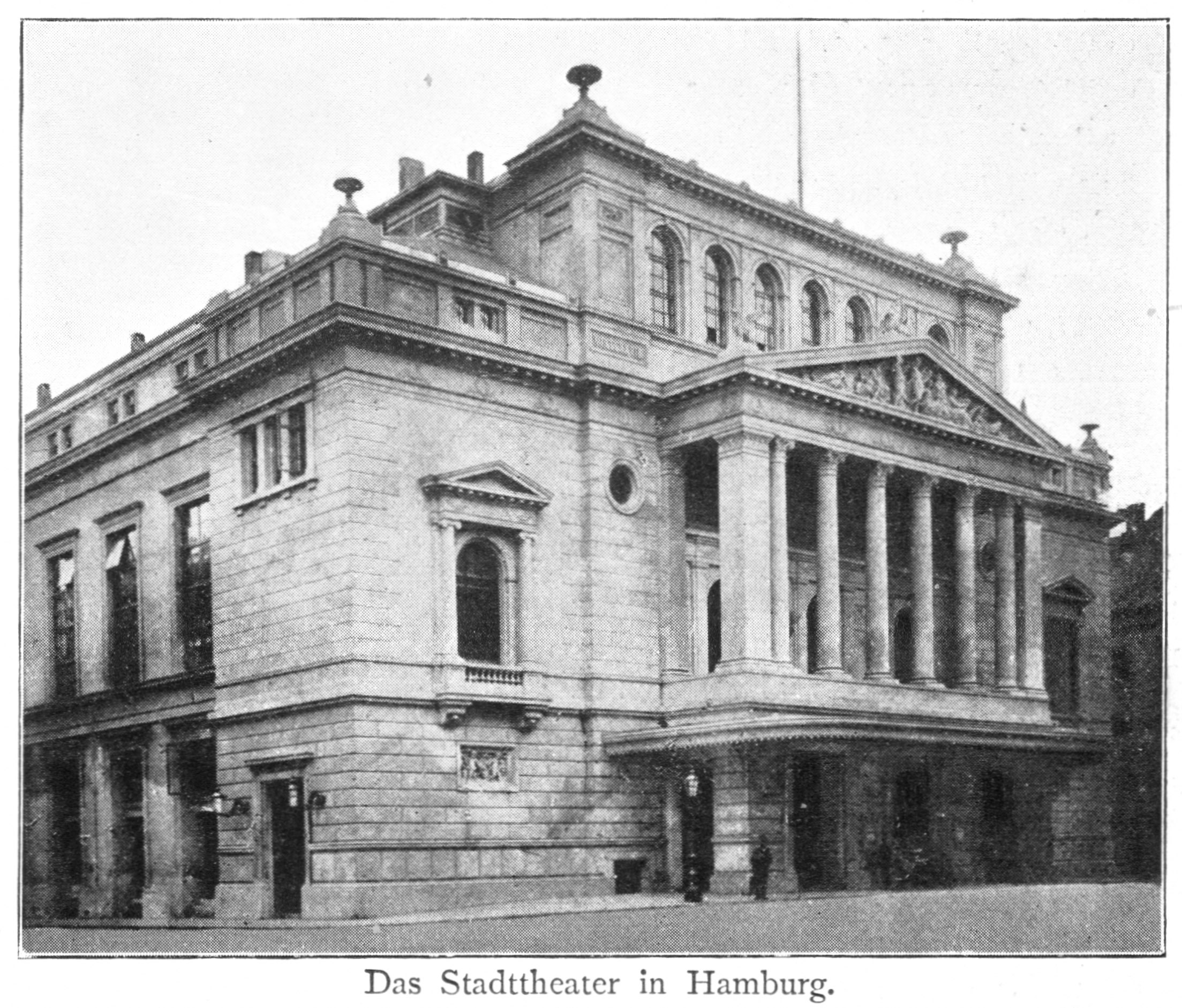
L'Stadttheater d'Hamburg el 1890 (destruït durant la Segona Guerra Mundial)

| Personatges                | Tessitura          | Elenc de l'estrena, 7 d'octubre de 1927 (Director: Egon Pollak)                                                         |
| -------------------------- | ------------------ | --- |
| Heliane                    | soprano            | Maria Hussa |
| El governant, el seu marit | baríton            | Rudolf Bockelmann |
| L'estranger                | tenor              | Carl Günther |
| La missatgera              | contralt           | Sabine Kalter |
| El porter                  | baix               | Hermann Markowski |
| El jutge cec               | tenor              | Gunnar Graarud |
| El jove                    | tenor              | Jan Berlik |
| Els sis jutges:            | Els sis jutges:    | Paul Schwarz, Hermann Siegel, Julius Gutmann, Peter Kreuder, Herbert Taubert, Arnold Greve                              |
| Els serafins muts:         | Els serafins muts: | Olga Schramm-Tschörner, Franziska von Issendorf, Olga Wiese, Frieda Singler, Sophie Bock, Erna Homann, Janna Maria Balß |
| El poble                   | cor                | |

## Enregistraments
- Nicolai Gedda, Andreas Scholz, Anna Tomowa-Sintow, Gotthold Schwarz, Hartmut Welker, John de Haan, et al. Director: John Mauceri, Orquestra Simfònida de la Ràdio de Berlin. 3x CD, DDD, Decca, de la sèrie "Entartete Musik".